# Góra Kajdana
Góra Kajdana (421 m) – wzniesienie w obrębie wsi Ryczów w województwie śląskim, w powiecie zawierciańskim, w gminie Ogrodzieniec. Znajduje się wśród pól uprawnych po północno-zachodniej stronie zabudowań tej wsi zlokalizowanych przy drodze z Ryczowa do Złożeńca, w odległości około 450 m od tej drogi. W opracowaniach turystycznych Góra Kajdana lokalizowana jest w Paśmie Smoleńsko-Niegowonickim, w podziale fizyczno-geograficznym Polski według Jerzego Kondrackiego znajduje się na Wyżynie Ryczowskiej wchodzącej w skład Wyżyny Częstochowskiej.
Góra Kajdana to mało wybitny, bezleśny pagór wśród pól uprawnych. Na części z nich zaprzestano już uprawy i w 2020 roku są to zarastające drzewami Ni krzewami nieużytki.